# Diafra Sakho
Diafra Sakho (født 24. december 1989 i Guédiawaye, Senegal), er en senegalesisk fodboldspiller (angriber), der spiller i den franske Ligue 1-klub Rennes.

## Klubkarriere
Allerede som ungdomsspiller rejste Sakho til Frankrig, hvor han spillede for FC Metz, der også blev hans første klub som seniorspiller. Han blev i 2014 solgt til engelske West Ham.
Sakhos tid i West Ham startede succesfuldt, og i hans første sæson i klubben (2014-15) scorede han 12 mål i 26 kampe. I de følgende år blev både mål og spilletid dog mere begrænset, og i januar 2018 rejste han tilbage til Frankrig, hvor han skrev kontrakt med Rennes.

## Landshold
Sakho har (pr. maj 2018) spillet otte kampe for Senegals landshold. Han debuterede for holdet 21. maj 2014 i en venskabskamp mod Burkina Faso, og scorede sit første mål for holdet senere samme år i et opgør mod Kosovo. Han var en del af den senegalesiske trup til VM 2018 i Rusland.